# Dzwonnica w Ardmore
Dzwonnica w Ardmore – dzwonnica znajdująca się w miejscowości Ardmore, w hrabstwie Waterford, w Irlandii. Stoi ona przy oratorium z VIII wieku.

## Historia
Dzwonnica została wybudowana na granicy XII i XIII wieku. Jest praktycznie w nienaruszonym stanie. Stożek wieży został odrestaurowany w latach 1856–1857.

## Architektura
Dzwonnica jest zbudowana z piaskowca. Jej wysokość wynosi 30 metrów, średnica ok. 5 metrów, a obwód ok. 15,8 metra.

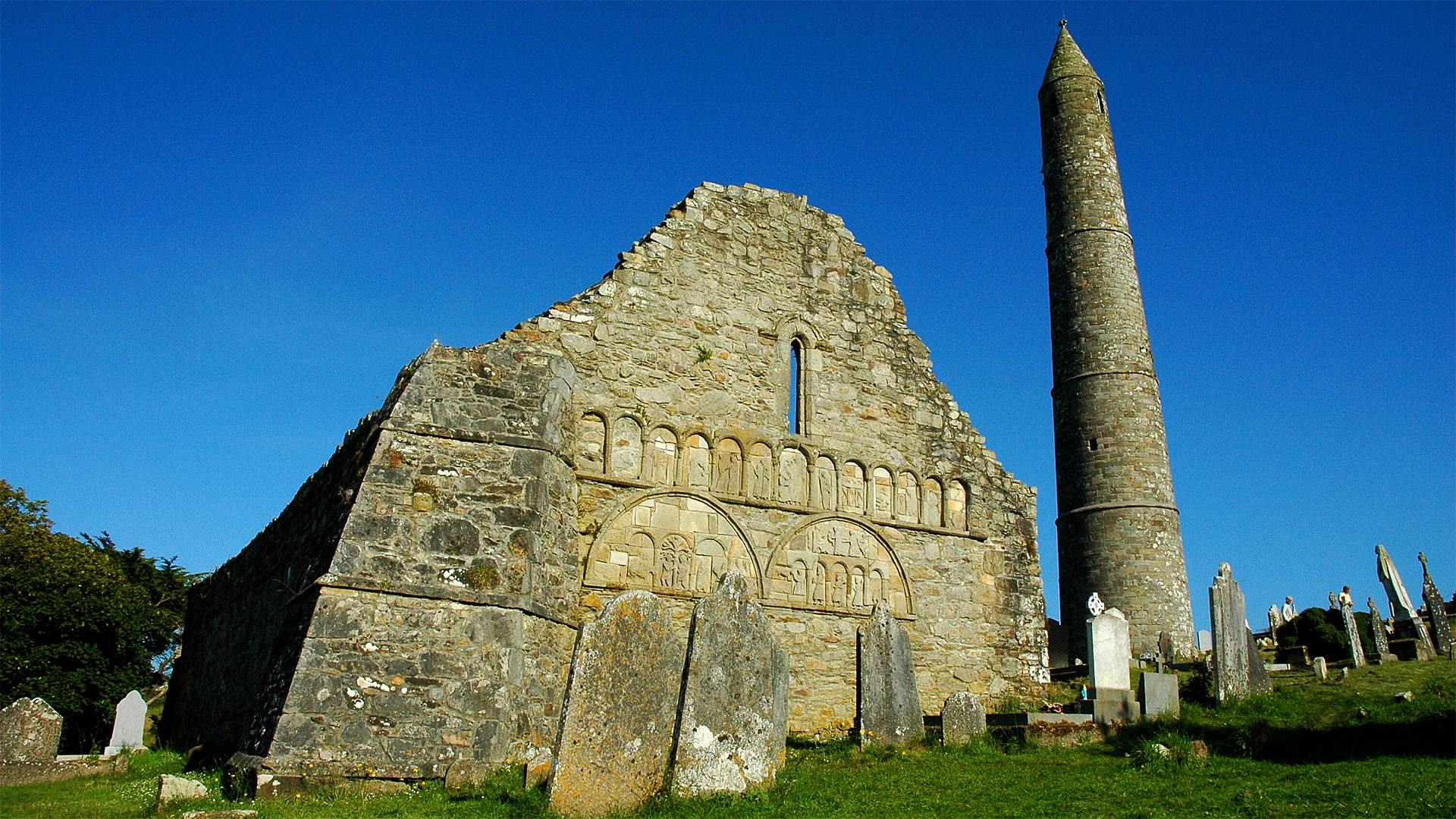
Dzwonnica i ruiny oratorium
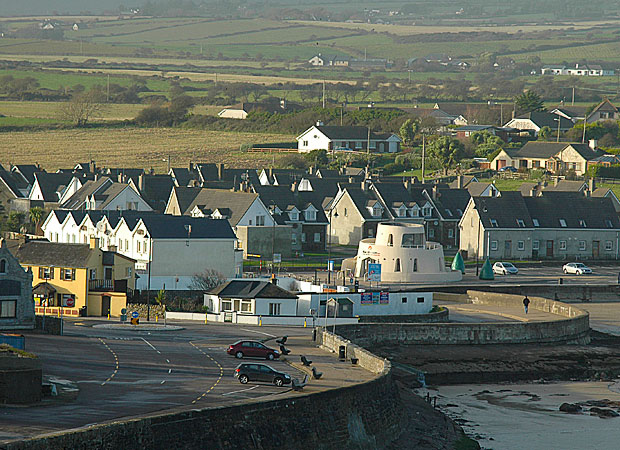
Wioska Ardmore
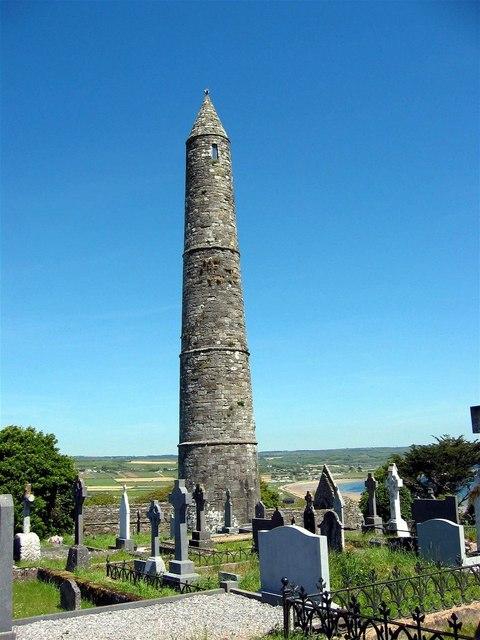
Dzwonnica i pobliski cmentarz